# Bonneval (Eure-et-Loir)
Bonneval è un comune francese di 4 652 abitanti situato nel dipartimento dell'Eure-et-Loir nella regione del Centro-Valle della Loira.
Il territorio comunale ospita la confluenza del fiume Ozanne nel Loir.

## Società

### Evoluzione demografica
Abitanti censiti